# Емелин, Андрей Николаевич
Андрей Николаевич Емелин (род. 19 июля 1970) — советский и российский хоккеист, защитник. Тренер.

## Биография
Воспитанник ярославского «Торпедо». Начинал играть в команде второй лиги ШВСМ Ярославль (1989/90 — 1990/91). В сезоне 1991/92 высшей лиги провёл 15 матчей за «Торпедо», также выступал за «Яринтерком» (1991/92 — 1992/93). В дальнейшем играл за «Молот» Пермь (1993/94 — 1994/95), «Химик» Воскресенск (1995/96), «Нефтехимик» Нижнекамск (1995/96 — 1996/97), «Кристалл» Саратов (1997/98), «Нефтяник» Альметьевск (1998/99 — 2001/02), «Брест» (Беларусь), «Крылья Советов-2» и «Русич-Эксима» Рыбинск (все — 2002/03).
Тренер команды 1997 года рождения «Локомотива» (2005—2014). Входил в тренерский штаб Дмитрия Юшкевича в ханты-мансийской «Югре» (май 2014 — 31 января 2015). Тренер команды 2003 года рождения «Локомотива» (2015—2017). В подольском «Витязе» — тренер команд 2003 г. р. (2017—2018), 2013 года рождения (с 2022).
Среди воспитанников — Иван Проворов.